# 國防生產法
1950年國防生產法（英語：Defense Production Act of 1950，美國聯邦公法第81–774號）是一個為因應朝鮮戰爭而頒布於1950年9月8日的美国聯邦法律 。 這是冷戰時廣泛的民間防禦和戰爭動員的一部分。 其實施條例，國防優先和分配系統（DPAS）寫於15 CFR §§700 700.93。自1950年以來，該法已經重新批准超過50次。由於定期修訂而仍然有效。

## 使用

### 韓戰
1950年9月，美國國會通過了國防生產法，在韓戰期間首次用於建立大規模的國防動員基礎設施和官僚機構。在該法令的授權下，哈里·S·杜魯門總統最終成立了國防動員辦公室，制定了工資和價格控制措施，嚴格監管鋼鐵和採礦等重工業的生產，對短缺的工業材料進行優先排序和分配，將戰時製造工廠散佈到全國各地。

### 冷戰
1950年代，該法案在建立美國本土鋁和鈦工業方面也發揮了至關重要的作用。國防部利用該法令提供資金和無息貸款，並向這兩種金屬工業提供採礦、製造資源及熟練工人。

### 21世紀

#### COVID-19
2020年3月18日，為因應COVID-19爆發，川普總統頒發一項行政命令，認定通風設備和防護設備達到了國防生產法中「國防之必要」的標準。 當天晚些時候，他表示不会立即使用國防生產法中的權力。他寫到，「希望没有使用此法的必要」；他表示将在「最壞情况的情況」下使用該法案。 眾議院議長南希·佩洛西呼籲川普應「立即使用」國防生產法來生產和分發急需的醫療設備。3月20日，川普說，他将使用國防生產法。 次日，通用汽车（GM）的CEO玛丽·特蕾莎·芭拉針對在不使用國防生產法的情況下，該公司如何支援生產通風設備與川普政府的官員進行對話。
3月23日，川普頒發了一項行政命令，將健康和醫療資源定義為應對COVID-19的必要資源，所以適用於國防生產法規定的禁止囤積和抬價的效力。
川普由於一直不引用此法的效力而受到了批評。 在2020年3月27日，與通用汽車的談判由於超過一億美元的費用而宣告失敗。但主要原因是由於通用汽車不能迅速的提供呼吸機。因此川普下令讓衛生及公共服務部部長亚历克斯·阿扎引用國防生產法。

#### 其他
由于自2021年开始通货膨胀、供应链紧张，加上2022年2月美国本土最大的奶粉生产商雅培因为质量问题大规模召回问题奶粉并关闭位于密歇根州的工厂，导致本地奶粉生产紧缺，并且为了缓解美国国会改选下跌的支持度，美国时任总统拜登于2022年5月18日引用国防生产法，要求控制奶粉的供应价格并增加奶粉的生产供应，允许动用军用飞机从欧洲运入奶粉来补充。

## 参看
- 國有化